# Cyrtolabulus rhombicus
Cyrtolabulus rhombicus är en stekelart som beskrevs av Gusenleitner. Cyrtolabulus rhombicus ingår i släktet Cyrtolabulus och familjen Eumenidae. Inga underarter finns listade i Catalogue of Life.